# Ust'-Kamčatskij rajon
L'Ust'-Kamčatskij rajon è un rajon (distretto) del kraj di Kamčatka, nella Russia estremo orientale. Il capoluogo è la cittadina di Ust'-Kamčatsk.